# Botswana i olympiska sommarspelen 2008
Botswana i olympiska sommarspelen 2008 bestod av 12 idrottare som blivit uttagna av Botswanas olympiska kommitté.

## Boxning
- Huvudartikel: Boxning vid olympiska sommarspelen 2008

| Tävlande           | Viktklass  | Sextondelsfinal             | Åttondelsfinal       | Kvartsfinal          | Semifinal            | Final                |
| Tävlande           | Viktklass  | Motståndare Resultat        | Motståndare Resultat | Motståndare Resultat | Motståndare Resultat | Motståndare Resultat |
| ------------------ | ---------- | --------------------------- | -------------------- | -------------------- | -------------------- | -------------------- |
| Khumiso Ikgopoleng | Bantamvikt | Boyd (AUS) W 18-8           | Mesbahi (MAR) W RSCI | Uugan (MGL) L 2-15   | Gick inte vidare     | Gick inte vidare     |
| Thato Batshegi     | Fjädervikt | Nikoloz Izoria (GEO) L 4-14 | Gick inte vidare     | Gick inte vidare     | Gick inte vidare     | Gick inte vidare     |

## Friidrott
- Huvudartikel: Friidrott vid olympiska sommarspelen 2008

Förkortningar
- Noteringar – Placeringarna avser endast löparens eget heat
- Q = Kvalificerad till nästa omgång
- q = Kvalificerade sig till nästa omgång som den snabbaste idrottaren eller, i fältgrenarna, via placering utan att uppnå kvalgränsen.
- NR = Nationellt rekord
- N/A = Omgången ingick inte i grenen
- Bye = Idrottaren behövde inte delta i denna omgång

Herrar
Bana och landsväg
| Idrottare             | Gren    | Heat     | Heat      | Kvartsfinal      | Kvartsfinal      | Semifinal        | Semifinal        | Final            | Final            |
| Idrottare             | Gren    | Resultat | Placering | Resultat         | Placering        | Resultat         | Placering        | Resultat         | Placering        |
| --------------------- | ------- | -------- | --------- | ---------------- | ---------------- | ---------------- | ---------------- | ---------------- | ---------------- |
| Onalenna Balovi       | 800 m   | 1:47.89  | 4         | i.u.             | i.u.             | Gick inte vidare | Gick inte vidare | Gick inte vidare | Gick inte vidare |
| Ndabili Bashingili    | Maraton | i.u.     | i.u.      | i.u.             | i.u.             | i.u.             | i.u.             | 2:25:11          | 56               |
| Fanuel Kenosi         | 200 m   | 21.09    | 5         | Gick inte vidare | Gick inte vidare | Gick inte vidare | Gick inte vidare | Gick inte vidare | Gick inte vidare |
| Gakologelwang Masheto | 400 m   | 46.29    | 8         | i.u.             | i.u.             | Gick inte vidare | Gick inte vidare | Gick inte vidare | Gick inte vidare |
| California Molefe     | 400 m   | DNS      | DNS       | i.u.             | i.u.             | Gick inte vidare | Gick inte vidare | Gick inte vidare | Gick inte vidare |

Fältgrenar
| Idrottare         | Gren      | Kval    | Kval      | Final            | Final            |
| Idrottare         | Gren      | Distans | Placering | Distans          | Placering        |
| ----------------- | --------- | ------- | --------- | ---------------- | ---------------- |
| Gable Garenamotse | Längdhopp | 7.95    | 11 q      | 7.85             | 9                |
| Kabelo Kgosiemang | Höjdhopp  | 2.20    | =29       | Gick inte vidare | Gick inte vidare |

Damer
Bana & landsväg
| Idrottare       | Gren  | Heat     | Heat      | Semifinal | Semifinal | Final    | Final     |
| Idrottare       | Gren  | Resultat | Placering | Resultat  | Placering | Resultat | Placering |
| --------------- | ----- | -------- | --------- | --------- | --------- | -------- | --------- |
| Amantle Montsho | 400 m | 50.91    | 2 Q       | 50.54     | 2 Q       | 51.18    | 8         |

## Simning
- Huvudartikel: Simning vid olympiska sommarspelen 2008